# Konrad Krajewski
Konrad Krajewski (Łódź, 25 de novembro de 1963) é um cardeal católico polonês, atual Esmoleiro Apostólico.

## Biografia
Em 1982 entrou no Seminário da Arquidiocese de Łódź. Ele se formou em teologia pela Universidade Católica de Lublin. Foi ordenado padre em 11 de junho de 1988, por Władysław Ziółek, bispo de Łodź, na Basílica Catedral de Kostka. Após a ordenação, ele serviu a diocese por dois anos no trabalho pastoral. Em 1990, continuou seus estudos no Pontifício Ateneu de Santo Anselmo de Roma. Em 5 de março de 1993 obteve a Licenciatura em Sagrada Liturgia. Ele obteve o doutorado em teologia pela Pontifícia Universidade São Tomás de Aquino em 1995. Durante sua estada em Roma, ele colaborou com o Ofício das Celebrações Litúrgicas do Sumo Pontífice. Retornou à diocese em 1995 e serviu como mestre de cerimônias do arcebispo e ensinou liturgia no seminário e para os franciscanos e salesianos. Em 1998 voltou a Roma para trabalhar no Ofício das Celebrações Litúrgicas do Sumo Pontífice. Em 12 de maio de 1999, o Papa João Paulo II o nomeou um dos Mestres de Cerimônias Papal e ocupou o cargo até 2013.
Aos 3 de agosto de 2013 foi nomeado pelo Papa Francisco como Arcebispo da Esmolaria Apostólica.
Foi consagrado como arcebispo-titular de Benevento aos 17 de setembro de 2013, no Altar da Cátedra, na Basílica de São Pedro. O sagrante principal foi o Cardeal Giuseppe Bertello, e teve como co-sagrantes Piero Marini, que o inseriu  no Corpo dos Cerimoniários Pontifícios, e Władysław Ziółek, Arcebispo de Lodz, arquidiocese cuja Konrad fazia parte do clero.
No dia 20 de maio de 2018, dia de Pentecostes, o Papa Francisco anunciou que ele seria nomeado como cardeal no próximo consistório. No Consistório Ordinário Público de 2018, ocorrido em 28 de junho, recebeu o anel cardinalício, o barrete vermelho e o título de cardeal-diácono de Santa Maria Immacolata all'Esquilino.
Em março de 2022, em resposta à invasão russa da Ucrânia, o Papa Francisco enviou Krajewski como enviado especial à Ucrânia, juntamente com o Cardeal Michael Czerny, que é o responsável pelo departamento vaticano que se ocupa da migração, caridade, justiça e paz. Esta missão, que envolveu várias viagens, foi considerada como sendo uma ação muito invulgar da diplomacia do Vaticano.
Em 1 de junho de 2022, o Papa Francisco o nomeou como membro da Congregação para o Culto Divino e Disciplina dos Sacramentos.